# Coleoxestia rubromaculata
Coleoxestia rubromaculata är en skalbaggsart som först beskrevs av Pierre-Émile Gounelle 1909. Coleoxestia rubromaculata ingår i släktet Coleoxestia och familjen långhorningar.
Artens utbredningsområde är:
- Costa Rica.
- Honduras.
- Nicaragua.
- Panama.

Inga underarter finns listade i Catalogue of Life.